# Reifling
Reifling ist eine ehemalige Gemeinde mit 376 Einwohnern (Stand: 31. Oktober 2013)
im Bezirk Murtal in der Steiermark. Die Gemeinde liegt im Gerichtsbezirk Judenburg. Seit 2015 ist sie im Rahmen der steiermärkischen Gemeindestrukturreform mit den Gemeinden Oberweg und der Stadt Judenburg zusammengeschlossen, die neue Gemeinde führt den Namen „Judenburg“ weiter.

## Geografie

### Geografische Lage
Reifling schließt sich südlich an die Stadt Judenburg an und umfasst großteils Bergland. Höchster Punkt ist der Reiflingberg (1.474 m). Das Gebiet wird durch Reifling-, Auerling- und Feebergbach entwässert.
In der Geologie ist nach dem gleichnamigen Berg die Reifling-Formation aus dem Ladin (Trias) benannt.
Die Nachbargemeinden waren, von Norden beginnend im Uhrzeigersinn: Judenburg, Maria Buch-Feistritz, Eppenstein, Sankt Wolfgang-Kienberg und Oberweg.

### Gliederung
Die Gemeinde bestand aus der einzigen Katastralgemeinde Reifling mit den Ortschaften Auerling (121 Einwohner), Feeberg (195 Ew.) und Reifling (66 Ew.).

## Geschichte
Die politische Gemeinde Reifling wurde 1849/50 errichtet.

## Bevölkerung
Die Gemeinde hatte laut Volkszählung 2001 401 Einwohner. 99,8 % der Bevölkerung besaßen die österreichische Staatsbürgerschaft. Zur römisch-katholischen Kirche bekannten sich 81,5 % der Einwohner, 5,2 % zur Evangelischen Kirche, 12,7 % waren ohne religiöses Bekenntnis.

## Kultur und Sehenswürdigkeiten
- Grubhof, Ansitz
- Torhof, Edelsitz
- Weyer, Schloss

## Wirtschaft und Infrastruktur
Laut Arbeitsstättenzählung 2001 gab es fünf Arbeitsstätten mit elf Beschäftigten in der Gemeinde sowie 148 Auspendler und einen Einpendler. Es gab 36 land- und forstwirtschaftliche Betriebe (davon 16 im Haupterwerb), die zusammen 1.091 ha bewirtschafteten (1999).

## Politik
Der mit 31. Dezember 2014 aufgelöste Gemeinderat bestand aus 9 Mitgliedern und setzte sich seit der Gemeinderatswahl 2010 aus Mandataren der folgenden Parteien zusammen: 7 SPÖ und 2 ÖVP.
Bürgermeister war bis dahin Karl Feiel (SPÖ), der dieses Amt seit 8. Jänner 2009 bekleidete.

## Persönlichkeiten

### Ehrenbürger
- 1909 Severin Kalcher (1855–1922), Abt von St. Lambrecht
- 1934 Johann Schrotter, Bürgermeister von Reisstraße 1916–1938
- 1950 Josef Krainer (1903–1971), Landeshauptmann
- 1950 Benedikt Grangl, Bürgermeister von Reisstraße 1945–1967
- 1952 Johann Reiter, Volksschuldirektor in Kleinfeistritz 1927–1952
- 1957 ÖR Makarius Zechner